# Казаки идут
«Казаки идут» (укр. Козаки йдуть) — украинский художественный фильм, снятый режиссёром Сергеем Омельчуком на киностудии «Рось» в 1991 году.

## Сюжет
XVI век. Запорожские казаки ведут борьбу с турками, татарами и польскими шляхтичами. Иезуитский орден бросает на поиски армию и своих шпионов, узнав, что на Украине исчез весь порох из всех пороховарен.

В совершенно ином кинематографическом контексте, увлечённом неиссякаемостью казацкой эпопеи, Сергей Омельчук ставит картину «Казаки идут», где воспевает Украину конца XVI века — свободолюбивую, образованную, многоязычную, но и заполоненную польским католицизмом, а Виктор Семанов — «Держись, казак!», ироническую комедию, пародию на вестерн, о приключениях двух казаков-собратьях, которые путешествуют по мирам.
Оригинальный текст (укр.)У зовсім іншому фільмовому контексті, захоплений невичерпністю козацької епопеї, Сергій Омельчук ставить картину «Козаки йдуть!», де оспівує Україну кінця XVI століття — волелюбну, освічену, багатомовну, але й заполонену польським католицизмом, а Віктор Семанів — «Тримайся, козаче», іронічну комедію, пародію на вестерн, про пригоди двох козаків-побратимів, які мандрують світами.
— 

## В ролях
- Михаил Голубович — Максим Тритуз
- Инна Капинос — Настка
- Галина Сулима — эпизод
- Юрий Мажуга — Сом
- Олег Масленников — Оверко
- Николай Малашенко — эпизод
- Любовь Богдан — Мотря
- Юрий Муравицкий — пан професс
- Наталия Плахотнюк — эпизод
- Виктор Черняков — Хома
- Андрей Борисенко — Таламара
- Александр Заднепровский — Стас Мальчевски

## Съёмочная группа
- Режиссёр: Сергей Омельчук
- Сценарист: Богдан Жолдак
- Оператор: Виталий Зимовец
- Художник: Василий Заруба
- Звукорежиссёр: Евгений Пастухов
- Композитор: Олег Кива

## Критика
В фильме «Казаки идут» казакам предстояло соперничать с иезуитами, которые придумывали для них самые изощрённые пытки, но конечно, казаков не останавливали даже самые крепкие стены, они так же, как и их предшественники из фильма «Держись, казак!», выходили невредимыми из самых невероятных ситуаций. Это соответствует, конечно, правилам приключенческого жанра, но всё-таки, хоть в фильме был собран роскошный букет актёрских талантов, чувствуется нивелирование. Стремление удержать внимание зрителя острыми коллизиями, искусными поединками на саблях, погонями даже для исторического «вестерна» не достаточное. А секретами мастерства в таком жанре режиссёр ещё не совсем овладел. При этом авторы сознательно закладывали в сюжет незавершённость действия и вместе с тем желание продолжить полный опасностей путь казаков.
Оригинальный текст (укр.)У фільмі «Козаки йдуть» козакам належало змагатися з єзуїтами, які вигадували для них найвитончені тортури, та звісно, козаків не спиняли навіть найміцніші мури, вони так само, як і їхні попередники з фільму «Тримайся козаче», виходили неушкоджденими з найнеморівніших ситуацій. Це відповідає, звісно, правилам пригодницького жанру, але все-таки, хоч у фільмі було зібрано розкішний букет акторських талантів, відчувалася нівеляція. Прагнення втримати увагу глядача гострими колізіями, вправними поєдинками на шаблях, погонями навіть для історичного «вестерну» не достатнє. А секретами майстерності в такому жанрі режисер ще не зовсім оволодів. При цьому автори свідомо закладали в сюжет незавершеність дії і разом з тим бажання продовжити повний небезпек шлях козаків.
— 

## Награды
- 1991 — Всеукраинский кинофестиваль имени И. Миколайчука (Киев): Приз проката «Симпатия»